# Грују (Олт)
Грују (рум. Gruiu) насеље је у Румунији у округу Олт у општини Фађецелу. Oпштина се налази на надморској висини од 333 m.

## Становништво
Према подацима из 2002. године у насељу је живело 42 становника, од којих су сви румунске националности.